# Мартін Ґор
Ма́ртін Лі Ґор (англ. Martin Lee Gore; нар.23 липня 1961, Деґенем, нині у складі Лондона, Англія) — англійський музикант, співак. Один із засновників та учасників британського гурту «Depeche Mode». Ґор є автором слів та музики до більшості пісень гурту. Виступає у ролі основного та бек-вокаліста, гітариста, клавішника. Також грає на гітарі та клавішних інструментах. На думку більшості шанувальників електронної музики, справив значний вплив на характер електронної музики. Експериментує і пробує себе в ролі ді-джея. Мартін Лі Ґор вперше взяв у руки гітару, в 13 років і скоро добре опанував техніку гри на гітарі, клавішних та інших інструментах.
Також займається сольною діяльністю.

## Кар'єра
Перші свої пісні Мартін написав ще у віці 12 років. Після закінчення школи в Базілдоні у 1977 році він почав працювати співробітником банку, а у вільний від роботи час займався музикою у складі гурту «Norman and the Worms». У 1980 році познайомився з Ендрю Флетчером та Вінсом Кларком, котрі запросили його до участі у своєму гурті «Composition of Sound». Згодом до них приєднався Дейв Гаан, який і запропонував назву Depeche Mode (фр. вісник моди, новинки моди), яку побачив на обкладинці французького журналу.
Спочатку Мартіну судилось бути звичайним клавішником, але Депеш Мод покинув Вінсент Кларк — головний автор пісень ДМ того часу. Це сприяло розкриттю таланту майбутньої зірки сцени. Саме з відходом Вінсента Мартін бере кермо влади електронного ансамблю в свої руки, що невдовзі принесло групі світову славу на поп- і рок-сцені на довгі роки. І робить він це з великим успіхом більше 40 років.
Деякі музиканти (Smashing Pumpkins, The Cure, The Bloodhound Gang, Paradise Lost, Deftones …) визнають, що пісні Ґора мали значний вплив на їхню творчість. Все це зазвичай виливається у видання триб'ютів ДМ, яких вже без малого 15.
Перший альбом Depeche Mode "Speak and Spell" був виданий у 1981 році, а автором більшості пісень до нього став Вінс Кларк. У альбомі також представлені два треки Ґора: «Tora! Tora! Tora!» та «Big Muff». Після виходу Вінса Кларка з гурту Мартін взяв на себе обов'язки головного автора пісень. До наступного альбому «Broken Frame» (1982) увійшли пісні, написані виключно Мартіном Ґором. Звучання гурту стало більш темним та соціально спрямованим у порівнянні з попереднім альбомом. У наступні два роки Depeche Mode випустили ще два альбоми: «Construction time again» (1983) та «Some great reward» (1984), автором більшості пісень став Мартін Ґор.
У 1986 році виходить п'ятий студійний альбом Depeche Mode «Black Celebration».
Ґор сам по собі творча людина і його справа не обмежується Депеш Мод. Володіючи відмінними вокальними даними, Мартін випустив в 1989 році перший сольний альбом Counterfeit e.p.. Цей EP являє собою збірку з каверів на самих різних виконавців, які свого часу вплинули на Ґора (Sparks, Comsat Angels і навіть одна 'фолк' пісня, яку до цього виконували і Марк Болан і Луї Армстронг).
Що найцікавіше, до альбому не мають ніякого відношення інші учасники ДМ, але все-таки по звуку він нескінченно нагадує деякі твори гурту. Альбом з'явився на Mute влітку 1989го року, синглів з нього випущено не було (хоча задумки були), і він досяг 57го місця в англійському хіт-параді.
Другий сольний подвиг намічався на 1994 рік, однак, зайнятість в групі не дозволила Мартіну навіть почати підготовку альбому. У 1995 му році побачив світ альбом-присвяту творчості канадського барда Леонарда Коена, одним з треків альбому стало твір 'Coming Back to You' у виконанні Ґора.
Даючи інтерв'ю в 1998 му році, Мартін заявив, що був би не проти все-таки зробити подібне ще раз. Він також підтвердив, що вихід подібного альбому можливий, але так і не назвав дати. Музикант підкреслив, що сольний альбом буде складатися тільки з каверів і це принципове рішення. Всі пісні, які пише Мартін Ґор, належать Депеш Мод.
Другий сольний альбом Ґора Counterfeit ² вийшов в 2003 році.
Українське видання Play.UA передбачає, що після смерті Ендрю Флетчера у Depeche Mode можуть поглибитись суперечності, оскільки сам Мартін Ґор грає на гітарі, а от клавішна партія лишається під сумнівом.

## Особисте життя
До 18-ти років він був тихим, домашнім хлопчиком. Грав у крикет за команду своєї школи Сент-Ніколас, учив французьку і німецьку, але терпіти не міг історію, хоча навіть нею займався дуже завзято. Після закінчення школи Ґор наймається на роботу в лондонський банк касиром. На роботі до Мартіна поставилися посередньо — молодий, сором'язливий і безініціативний. На той час він вже грає в гітарному дуеті «Norman and the Worms» на пару зі своїм шкільним другом Філом Бардеттом. Якось, заявившись на черговий виступ з простеньким синтезатором, Ґор знайомиться в клубі з хлопцями — Вінсом Кларком і Ендрю Флетчером, які вже тоді були музичним колективом. З цього, власне, і почалася історія нинішньої групи Depeche Mode.
Зараз Мартін — голова сім'ї, у нього троє дітей: дві дочки Віва Лі Ґор (народилася 6 червня, 1991) і Ава Лі Ґор (народилася 21 серпня 1995 р.) та син Кало Леон Ґор (народився 27 липня 2002 року). Живе в Санта-Барбарі. Він грає у футбол і комп'ютерні ігри, п'є червоне вино, їсть суші і не переносить ніяких радіостанцій, маючи свою величезну колекцію музичних дисків. Вірить у привидів і реінкарнацію, вболіває за «Арсенал», та іноді ненавидить бути одним з Depeche Mode. Зі своєю дружиною Сюзанною розлучився в 2005 році.

## Дискографія
- Counterfeit e.p. (Mute Stumm67, 1989)
- Counterfeit² (Mute, 2003)

## Сингли
- Compulsion 1989
- Stardust 2003
- Loverman EP² 2003

## Мартін Ґор і Україна
Мартін Ґор і його гурт Depeche Mode давали такі концерти в Україні:
- 8 лютого 2010 Київ, Палац спорту (на розігріві - Nitzer Ebb);
- 29 червня 2013 Київ, НСК «Олімпійський» (на розігріві - Метью Дір).
- 26 лютого 2014 Київ, МВЦ (скасований)[3]

10 грудня 2013 року лідер гурту Depeche Mode Мартін Ґор підтримав Революційні події в Україні, заявивши: «Те, що ви вийшли на вулиці, щоб приєднатися до Європейського Союзу, означає, що ви заслуговуєте бути його частиною більше, ніж будь-хто інший». Український тижневик «Міст» назвав Мартіна Ґора в числі інших зірок шоу-бізнесу, які підтримали Україну в часи Майдану: гурту Scorpions, Квінсі Джонса, акторів Віри Фарміґи, Міли Йовович, Арнольда Шварцнеґґера, Джареда Лето та інших.
30 липня 2015 року внесений у «Білий Список Друзів України».